# Francisco Granados Calero
Francisco Granados Calero (Manzanares (Ciudad Real), 16 de setembre de 1936 - València, 20 de gener de 2005) va ser un jurista, advocat i polític espanyol.

## Biografia
Doctor en Dret, membre del Partit Socialista Obrer Espanyol, va ser responsable de la Comissió Federal de Conflictes d'aquesta formació en la dècada de 1980. Diputat del PSOE en el Congrés per la circumscripció de Ciudad Real escollit el 1982 i 1986, temps durant el qual va ser membre de la Diputació Permanent (1986) i secretari primer de la mateixa (1986-1989), així com vicepresident tercer del Congrés (1986-1989). En 1990 va ser nomenat delegat del Govern a la Comunitat Valenciana, càrrec que va exercir fins a 1995. En 2000 va ser president de la comissió gestora que es va encarregar de dirigir el Partit Socialista del País Valencià (PSPV-PSOE) després de la dimissió del seu secretari general, Joan Romero. En 1999 va ser escollit president de l'Associació Valenciana de Juristes Demòcrates, càrrec que va exercir fins a la seva defunció.

## Obres jurídiques destacades
D'entre les seves publicacions, destaquen:
- Granados Calero, Francisco. El jurado en España: (incluye las modificaciones operadas por las leyes 8y 10/95).  Valencia: Tirant lo Blanch, 1996. ISBN 84-8002-292-2.
- —. «Las relaciones de la Administración Central con la Autonómica». A: Dels furs a l'estatut : actes del I Congrés d'Administració Valenciana, de la Història a la Modernitat, València 1992, 1992. ISBN 84-7890-910-9.
- —. «Diputados y senadores: su igualdad ante la ley». A: El principio de igualdad en la Constitución española : XI Jornadas de Estudio. 1, 1991. ISBN 84-7787-081-0.
- —. El Ministerio Fiscal.  Tecnos, 1989. ISBN 9788430917563.